# Comercio exterior de Cataluña entre los siglos XII y XV

Durante la época medieval, Cataluña mantuvo un incesante tráfico de mercancías con las zonas mediterráneas, estableciéndose, al menos, cinco rutas distintas de fuerte presencia a través de las cuales se realizaban las actividades mercantiles de importación y exportación, tomando como base el puerto de Barcelona.
Cataluña tenía establecidos consulados y bancos en distintos puntos de la costa mediterránea, así como compañías aseguradoras de los fletes. La actividad comercial más intensa se produjo entre 1280 y 1348.

## Ruta del Norte de África
Era la más antigua de todas y tenía por punto de inicio Barcelona y finalizaba en Ceuta, recalando en su trayecto en los puertos de Valencia, Málaga y Almería. Según las épocas del año, los barcos se dirigían a los puertos bereberes, teniéndose constancia de un flujo regular entre la costa ceutí y la ciudad de Argel. Este tránsito se llevaba a cabo en las épocas del año en las que las caravanas procedentes del África negra llegaban a los puertos con especias, marfil, esclavos y oro.
Esta era la ruta que permitía a Cataluña contactar, vía marítima, con el Reino de Granada.
Ocasionalmente los barcos llegaban vía Ceuta hasta las Islas Canarias, pero este trayecto estaba controlado por mallorquines y genoveses que años antes habían ocupado las islas.

## Ruta de Egipto
Hasta finales del siglo XIII, la ruta de Egipto fue especialmente activa para las compañías catalanas. El punto de partida era Barcelona y el de destino Alejandría, si bien la actividad marítima se realizaba de forma clandestina por estar penada con multas y excomunión. A partir de 1291, con la caída de San Juan de Acre, última de las posesiones cristianas de Palestina, las aseguradoras catalanas no se responsabilizaban de cubrir las cargas con destino a Alejandría y el comercio decayó. Las escalas de tránsito eran Mallorca (en los momentos en los que la competencia de las dos flotas comerciales era menor), Malta, Argel y Alejandría. Las mercancías fundamentales de importación eran especias, esclavos, papiro, seda y marfil.

## Ruta deOriente Próximo
La disminución del flujo comercial con Alejandría hizo necesario que los comerciantes buscaran caminos alternativos para llegar a Oriente, aún con mayor riesgo por tener que practicar un recorrido más largo y pudiendo costear menos en la zona de África. Así se incrementa desde finales del siglo XIII la ruta a Chipre (puerto de Lárnaca), Trípoli, Alepo y, ocasionalmente Acre, con escala en Malta. Seda y textiles representaban el mayor comercio de esta ruta.

## Ruta del Mediterráneo y Bizantina
La más activa económicamente de las rutas era la del mediterráneo occidental que, partiendo de Barcelona, llegaba a Cerdeña y Sicilia y desde esta última seguía una línea con dirección a Zante en la actual Croacia y los puertos del mar Adriático, y otra hacia el Egeo con bases en Atenas y Esmirna. El tráfico con Sicilia tenía un interés también estratégico, por ser la zona de confluencia de intercambios entre occidente y el Imperio bizantino, muy activo y rico. Los productos comerciales eran de todo orden y Cataluña sostenía consulados y bancos en distintas zonas de este recorrido.

## Ruta atlántica
Esta fue la última de las rutas exploradas. A principios del siglo XIV, los barcos catalanes comenzaron a cruzar el estrecho de Gibraltar y a dirigirse hacia el Norte de Europa. Ya en 1330 Cataluña poseía un Consulado en Brujas. Aunque nunca tuvo la importancia de la ruta mediterránea, abrió el tráfico mercantil a nuevas posibilidades.
- Datos: Q5778962